# Rand-Wollschwanzhase
Der Rand-Wollschwanzhase (Pronolagus randensis) ist eine Art der afrikanischen Rotkaninchen innerhalb der Hasenartigen. Sein Verbreitungsgebiet ist auf den Süden Afrikas beschränkt, wo er in zwei voneinander getrennten Gebieten vorkommt. Er lebt als Einzelgänger in felsigen Lebensräumen und ernährt sich vor allem von jungen Gräsern.

## Merkmale

### Allgemeine Merkmale
Der Rand-Wollschwanzhase ist eine mittelgroße Art der Hasen. Die Körperlänge beträgt je nach Quelle 35 bis 50 oder 38 bis 56 Zentimeter, der Schwanz ist 5 bis 10 bzw. 6 bis 13,5 Zentimeter lang. Die Ohren haben eine Länge von 8,7 bis 11 Zentimeter und die Hinterfüße von 8 bis 10 Zentimeter. Das Körpergewicht liegt bei etwa 2,0 bis 2,5 bzw. 1,3 bis 3,0 Kilogramm.
Das Fell ist wollig und dicht mit einer seidigen Textur. Die Rückenfärbung ist braun bis braungrau und die Körperseiten sowie der Rumpf sind etwa heller rötlich-braun gefärbt. Die Bauchseite ist blassrosa-zimtfarben und kann weiße Flecken aufweisen. Der Kopf ist silbrig- bis gräulich-braun mit weißlich-braunen Wangen und einer ebenfalls helleren Kehle. Die Ohren sind vergleichsweise kurz und braun-grau mit spärlicher Behaarung, der Nackenfleck ist rotbraun. Die Vorderbeine sind blass rotbraun gefärbt, der mittellange Schwanz schwärzlich bis dunkel-rotbraun.
Die Arten der Rotkaninchen unterscheiden sich nur gering voneinander. Kennzeichnend gegenüber anderen Hasen in Afrika sind die rotbraune bis braune Färbung, die auch den Schwanz mit einschließt, sowie die vergleichsweise kurzen Ohren der Tiere. Im Vergleich zum Natal-Wollschwanzhase (P. crassicaudatus) ist der Rand-Wollschwanzhase etwas kleiner.

### Merkmale des Schädels und Karyotyp
Die Schädellänge beträgt 85,5 bis 96,3 Millimeter. Das Typusexemplar, ein Weibchen aus Johannesburg, hatte eine Schädellänge von 94 Millimetern mit einer Basilarlänge von 74 Millimetern, die Breite an den Jochbeinen betrug 41 Millimeter.
Der Karyotyp besteht aus einem diploiden Chromosomensatz von 2n = 42 Chromosomen.

## Verbreitung

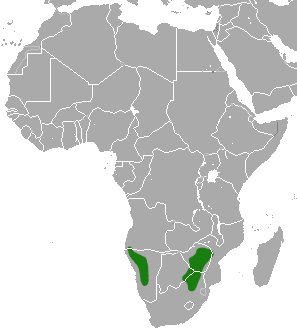
Verbreitungsgebiet des Rand-Wollschwanzhasen

Das Verbreitungsgebiet des Rand-Wollschwanzhasen besteht aus zwei voneinander getrennten, disjunkten, Gebieten im Süden des afrikanischen Kontinents. Das östliche Teil reicht vom nordöstlichen Südafrika vom Fluss Vaal über die ehemalige Provinz Transvaal sowie Teile von Botswana und Simbabwe bis in das südliche Mosambik, eine davon getrennte Population lebt in einem Gebiet vom westlichen Angola bis in das zentrale Namibia.

## Lebensweise
Der Rand-Wollschwanzhase kommt in steinigen Gebieten mit strauchiger Vegetation in Berg- und Gebirgsregionen vor. Typische Habitate sind die für das südliche Afrika typischen Kopjes sowie steinige Hügelregionen und fragmentierte Lebensräume mit Felsspalten und -vorsprüngen. Dabei kommen einzelne Teilpopulationen teilweise an isolierten Kopjes vor, die durch für die Art ungünstige Habitate voneinander getrennt sind. In seinem Verbreitungsgebiet kommt der Rand-Wollschwanzhase teilweise sympatrisch mit dem Hewitt-Wollschwanzhasen (P. saundersiae) vor, die Lebensräume überlappen im Süden des östlichen Verbreitungsgebietes. In Gebieten, in denen beide Arten anzutreffen sind, bevorzugt der Rand-Wollschwanzhase trockenere und tieferliegende, zerklüftetere Habitate. Wie alle Rotkaninchen sind die Rand-Wollschwanzhase vorwiegend nachtaktiv und ruht tagsüber in Felsspalten und -höhlen oder unter Felsvorsprüngen und in Gras, sie können jedoch regelmäßig auch am Nachmittag bei der Nahrungssuche oder beim Sonnenbaden beobachtet werden. Sie sind in der Lage, von Fels zu Fels zu springen oder schnell zu laufen.
In der Regel leben die Tiere als Einzelgänger oder schließen sich temporär zu kleinen Gruppen zusammen, häufig in Form von einem Muttertier mit ihrem Nachwuchs oder einem Weibchen mit ein oder zwei Männchen. Auch beim Fressen kann es zu lockeren Ansammlungen der Tiere kommen. Bei Untersuchungen in Simbabwe wurden sie überwiegend allein und nur in etwa 15 % der paarweise beobachtet. Sie hinterlassen scheibenförmige Kotpillen in gemeinsamen Latrinen mit bis zu einem Meter Durchmesser, die eine soziale Funktion haben könnten.

### Ernährung
Die Tiere sind Pflanzenfresser und ernähren sich vorwiegend von jungen, sprießenden Gräsern an den Rändern der Steinflächen. Teilweise aggregieren sie sich auf ehemaligen Brandflächen und fressen jung treibendes Gras. Sie meiden dicht bewachsene Bereiche und abgestorbene Pflanzen. Wenn die Tiere in den Felsregionen nicht ausreichend Nahrung finden, dringen sie in umgebendes Flachland vor.

### Fortpflanzung
Während der Paarungszeit verpaaren sich die Weibchen teilweise mit mehreren Männchen. In Simbabwe wurden Paarungen über das gesamte Jahr beobachtet und tragende Weibchen wurden im Januar, Mai, Juli und im August nachgewiesen. Die Weibchen gebären ein, seltener zwei, Jungtiere. laktierende Weibchen konnten im Juni, Juli und August dokumentiert werden.

### Prädatoren
Als Prädatoren für alle Wollschwanzhasen gelten verschiedene Greifvögel wie der Klippenadler (Aquila verreauxii) oder der Kapuhu (Bubo capensis) sowie Raubtiere wie der Leopard (Panthera pardus).

## Systematik
Der Rand-Wollschwanzhase wird als eigenständige Art innerhalb der Rotkaninchen (Gattung Pronolagus) zugeordnet. Die wissenschaftliche Erstbeschreibung stammt von Henry Lyster Jameson aus dem Jahr 1907, der die Art anhand eines trächtigen Weibchens vom Observatory Kopje im Witwatersrand auf dem Gebiet von Johannesburg aus einer Höhe von etwa 1800 Metern beschrieb. Er ordnete den neu entdeckten Hasen als Unterart von Pronolagus ruddi als P. ruddi radensis ein und benannte ihn als „randensis“ nach dem Fundort Witwatersrand, wobei P. ruddi später als Unterart zum Natal-Wollschwanzhasen (P. crassicaudatus) angesehen wurde. Der heute eigenständige Natal-Wollschwanzhase (P. crassicaudatus) galt zudem zeitweise als Unterart des Rand-Wollschwanzhasen.
Die disjunkte Verbreitung der Art in eine westliche und eine östliche Population, zwischen denen kein Genfluss stattfindet, bedarf einer Klärung bezüglich des Status beider Populationen. Einer molekularbiologischen Verwandtschaftsstudie auf der Basis mitochondrialer DNA-Sequenzen gibt es kaum genetische Variation zwischen den Populationen und die Unterteilung in Unterarten erfolgt vor allem auf der Basis von äußeren Merkmalen, die evtl. auf ökologische Merkmalsvariationen (Kline) zurückzuführen sind. Aktuell werden mit der Nominatform drei Unterarten unterschieden:
- P. radensis radensis Jameson, 1907: Nominatform; kommt in Simbabwe, dem westlichen Mosambik, dem östlichen Botswana und dem nordöstlichen Südafrika vor.
- P. radensis caucinus Thomas, 1926: kommt im zentralen und nordwestlichen Namibia und wahrscheinlich auch im Südwesten von Angola vor.
- P. radensis whitey Roberts, 1938: kommt im Osten von Simbabwe vor.

Als weitere valide Unterart wurde in der Vergangenheit Pronolagus randensis makapani betrachtet und es wurden zahlreiche weitere Unterarten beschrieben, die mit den oben dargestellten synonymisiert wurden. Nach Smith et al. 2018 werden allerdings aufgrund der Ergebnisse molekularbiologischer Studien keine Unterarten mehr anerkannt.

## Gefährdung und Schutz
Der Rand-Wollschwanzhase wird von der International Union for Conservation of Nature and Natural Resources (IUCN) als nicht gefährdet (least concern) eingestuft. Er ist in seinem Lebensraum weit verbreitet und häufig, und obwohl ein leichter Rückgang stattgefunden hat und weiterhin stattfindet, ist dieser nicht schwerwiegend. Der Bestand wird auf über 10.000 ausgewachsene Individuen in Südafrika geschätzt und auch in Simbabwe und in Botswana kommt er regelmäßig vor.
Aufgrund der begrenzten, natürlichen Verfügbarkeit des von den Tieren bevorzugten Habitats kommt es in ihrem Verbreitungsgebiet allerdings zu einer starken Fragmentation der Populationen. Eine Veränderung des Habitats erfolgte durch die zunehmende Bepflanzung der Lebensräume mit Kiefern- und Eucalyptus-Plantagen. Auf diese Weise gingen die Lebensräume seit 1900 zwischen 21 und 50 % zurück, Prognosen gehen von einem weiteren Lebensraumverlust von mehr als 20 % bis 2100 aus. Wollschwanzhasen sind zudem eine beliebte Jagdbeute – sowohl für den Jagdsport, als auch für die Nahrungsversorgung. Der Jagddruck und die Lebensraumveränderungen könnten lokal zu einem Bestandsrückgang bis zu lokalen Aussterben führen. Ein Bestandsrückgang von bis zu 20 % wird erwartet.
Innerhalb des Verbreitungsgebietes kommen die Tiere in zahlreichen Schutzgebieten vor, darunter etwa dem Matobo-Nationalpark in Simbabwe.

## Belege
1. 1 2 3 4 5 6 7 8 9 10 11  
Jameson's Red Rock Hare. In: S.C. Schai-Braun, K. Hackländer: Family Leporidae (Hares and Rabbits) In: Don E. Wilson, T.E. Lacher, Jr., Russell A. Mittermeier (Herausgeber): Handbook of the Mammals of the World: Lagomorphs and Rodents 1. (HMW, Band 6) Lynx Edicions, Barcelona 2016; S. 109–110. ISBN 978-84-941892-3-4.
2. 1 2 3 4 5 6 7 8 9 10 11  
Charlotte H. Johnston: Pronolagus randensis Jameson, 1907, Jameson's Red Rock Hare. In: Andrew T. Smith, Charlotte H. Johnston, Paulo C. Alves, Klaus Hackländer: Lagomorphs: Pikas, Rabbits, and Hares of the World. Johns Hopkins University Press, Baltimore 2018; S. 110–111. ISBN 978-1-4214-2340-1.
3. 1 2 3  
A.G. Duthie, T.J. Robinson: The African Rabbits In: Joseph A. Chapman, John E. C. Flux (Hrsg.): Rabbits, Hares and Pikas. Status Survey and Conservation Action Plan. (Memento des Originals vom 14. Januar 2009 im Internet Archive)  Info: Der Archivlink wurde automatisch eingesetzt und noch nicht geprüft. Bitte prüfe Original- und Archivlink gemäß Anleitung und entferne dann diesen Hinweis. (PDF; 11,3 MB) International Union for Conservation of Nature and Natural Resources (IUCN), Gland 1990; S. 124–127. ISBN 2-8317-0019-1.
4. 1 2 3  
Henry Lyster Jameson: On a new hare from the Transvaal. The Annals and magazine of natural history; zoology, botany, and geology 20, Series 7, 1907; S. 404–406. (Digitalisat)
5. 1 2 3 4 5  
Pronolagus randensis in der Roten Liste gefährdeter Arten der IUCN 2021. Eingestellt von: M.F. Child, C.M. Matthee, T.J. Robinson, 2019. Abgerufen am 23. Januar 2021.
6. 1 2 3  
Don E. Wilson & DeeAnn M. Reeder (Hrsg.): Pronolagus randensis in Mammal Species of the World. A Taxonomic and Geographic Reference (3rd ed).